# روت اورکین
روت اورکین (انگلیسی: Ruth Orkin؛ ۳ سپتامبر ۱۹۲۱ – ۱۶ ژانویهٔ ۱۹۸۵) یک کارگردان، عکاس، و فیلم‌نامه‌نویس اهل ایالات متحده آمریکا بود.
وی که نویسنده، کارگردان و تدوین‌گر فیلم فراری کوچولو بود نامزد جایزه اسکار بهترین داستان در سال ۱۹۵۳ شده است.